# Regionales Entwicklungskonzept
Ein regionales Entwicklungskonzept (REK) ist ein Instrument der Regionalplanung und der regionalen Wirtschaftsförderung, das insbesondere in Deutschland seit Mitte der 1990er Jahre zunehmend stärker eingesetzt wird. Das REK hat informellen Charakter, das heißt, es entfaltet keine direkte rechtliche Wirkung.
REKs verfolgen das Ziel, einen zuvor geographisch bestimmten Raum durch diverse administrative/politische Maßnahmen in seiner Entwicklung zu beeinflussen. Ein solches Konzept berücksichtigt in aller Regel die lokalen Akteure wie beispielsweise:
- Human Resources (Bürger einer Region)
- Lokale Administration (Erstentscheider auf politischer Ebene)
- Bildungseinrichtungen (Berufsschulen, Universitäten etc.)
- Regionalökonomie (Erstentscheider auf wirtschaftlicher Ebene).[1]

Gesetzlich verankert ist das Instrument des REKs in § 14 des Raumordnungsgesetzes. Es ist dennoch kein verbindliches Planungsinstrument, sondern kann freiwillig erstellt werden, und ist nur durch die Selbstbindung der an der Erarbeitung beteiligten Akteure wirksam. Wegen ihrer überwiegenden Handlungsperspektive ist der zeitliche Planungshorizont eines REKs im Regelfall kurz- bis mittelfristig, ein Maximum von sechs Jahren wird empfohlen. Anlass für die Erstellung eines REKs ist in der Regel ein spezielles Entwicklungsproblem innerhalb eines regionalen Zusammenhangs; da die Problemstellung sich aber meist nicht an Gemeindegrenzen festmachen lässt, orientieren sich auch die REKs im Regelfall an den Problemzusammenhängen und nicht am Zuschnitt der Kommunen. Aus dem gleichen Grund werden häufig einzelne Themenzusammenhänge ausgeblendet, um sich auf das Kernproblem zu konzentrieren.
Fertiggestellte REKs bestehen im Regelfall aus einer zusammenfassenden Plandarstellung und einem umfassenden Textteil, der sich in die Teile Problembeschreibung, Bestandsaufnahme, Bewertung, Perspektiventwicklung und Entwicklungsempfehlungen gliedert.
Der Planungsansatz der regionalen Entwicklungskonzepte existiert unter anderen Bezeichnungen schon seit Mitte der 1970er Jahre. Eine größere Verbreitung gewannen die REKs in Deutschland mit dem Raumordnungspolitischen Orientierungsrahmen des Jahres 1993, der die Wichtigkeit von regionalen Entwicklungsprozessen und Kooperationen hervorhebt. 1995 wurde im Raumordnungspolitischen Handlungsrahmen die Bedeutung dieser nichtformellen Instrumente nochmals stärker betont und die Schaffung konkreter Handlungsprogramme auf regionaler Ebene gefordert. Als geeignetes Instrument dafür wurden REKs empfohlen. Zusätzliche Bedeutung in der Wirtschaftsförderung erhielten sie 2000 mit dem Start des LEADER+-Programmes durch die Europäische Union, das ein REK als Grundlage für einen Förderantrag voraussetzt. 